# 9월 10일
9월 10일은 그레고리력으로 253번째(윤년일 경우 254번째) 날에 해당한다.

## 사건
- 1561년 - 가와나카지마 전투 제4전투에서 다케다 신겐이 우에스기 겐신을 패배시키다.
- 1813년 - 미국이 1812년 전쟁 이리호 전투에서 영국 함대를 물리치다.
- 1823년 - 시몬 볼리바르가 페루의 대통령으로 임명되다.
- 1919년
  - 일제강점기: 상하이의 대한민국 임시 정부에서 대한민국 임시 헌법을 공포하다.
  - 제1차 세계 대전: 오스트리아-헝가리 제국과 연합국 사이에 생제르맹 조약이 체결되면서 오스트리아-헝가리 제국이 와해되다.
- 1952년
  - 유럽 의회가 폴앙리 스파크(Paul Henri Spaak)를 의장으로 선출하고 업무 개시.
  - 독일, 이스라엘과 배상협정 조인. 이스라엘은 유대인 대학살의 배상으로 34억 마르크를 받음.
- 1955년 - 프랑스와 모로코 자치협정 조인.
- 1963년 - 미국 흑인학생들, 버밍햄 등의 백인학교에 최초로 입학.
- 1976년 - 유고슬라비아(현 크로아티아) 자그레브 상공에서 영국과 유고슬라비아 국적 여객기가 충돌하여 176명 사망함.
- 1987년 - 대한민국과 미국, 생명보험회사 합작투자 합의(보험시장 전면 개방).
- 1988년 - 변월수 사건이 일어났다.
- 1990년 - 이란과 이라크, 이란-이라크 전쟁으로 단절됐던 양국 국교 재개 합의
- 1994년 - 대한민국: 국가권력 감시와 시민권리 증진을 위한 시민단체인 "참여민주사회와 인권을 위한 시민연대"(현 참여연대) 발족
- 1996년 - 유엔 총회에서 모든 형태의 핵실험 금지를 목표로 한 포괄적 핵 실험 금지 조약(CTBT)안 가결
- 1999년 - 대한민국 정부, 일본 대중문화 2차 개방 발표
- 2002년
  - 대한민국, 국무총리서리에 김석수 전 중앙선거관리위원회 위원장 임명.
  - 스위스가 유엔에 가입하다. (190번째 가입국)
- 2003년 - 멕시코 캉쿤에서 세계 무역 기구(WTO) 협상 반대 시위를 벌이던 이경해 전 한국농업경영인중앙연합회 회장 할복 자살.
- 2007년
  - 대한민국의 변양균 청와대 정책실장이 신정아 스캔들로 인한 언론 보도로 사퇴했다.
  - 콜롬비아의 마약왕 디에고 몬토야 검거.
- 2008년 - 삼성 특검: 이건희 전 삼성그룹 회장에게 징역 7년과 벌금 3천500억 원을 구형했다.
- 2016년 - 김포 상가건물 공사현장 화재 사고가 일어났다.
- 2021년 - 한국광물자원공사와 한국광해관리공단이 한국광해광업공단으로 통폐합되었다.
- 2022년 - 한국철도공사 3000호대 전동차 384편성이 차량 상태 악화 및 다중 고장으로 인해 무기한 운행 중지되었다.

## 문화
- 1921년 - 경성도서관이 취운정의 분관과 구한국군악대 건물의 본관으로 이원화됨.
- 1946년 - 대한민국, 부산일보 창간.
- 1960년 -
  - '맨발의 왕자'로 불린 에티오피아 마라토너 비킬라 아베베, 제17회 로마 올림픽 마라톤서 2시간 15분 16초의 세계신기록으로 우승.
  - 일본 NHK 종합 텔레비전, 컬러 텔레비전 방송 개시.
- 2000년 - 시드니 올림픽 개막식에서 대한민국과 조선민주주의인민공화국 동시입장 합의 발표.
- 2014년 - 대한민국에서 대체공휴일이 첫 시행.
- 2020년 - 한국철도시설공단이 국가철도공단으로 기관명을 변경하였다.
- 2023년 - 매드포갈릭 수원인계점이 영업을 종료했다.

## 탄생
- 920년 - 서프랑크의 국왕 루도비쿠스 4세 트란스마리누스. (~954년)
- 1487년 - 제221대 로마의 교황 교황 율리오 3세. (~1555년)
- 1638년 - 프랑스의 루이 14세의 왕비 마리테레즈 도트리슈. (~1683년)
- 1659년 - 영국의 작곡가 헨리 퍼셀. (~1695년)
- 1884년 - 미국의 야구인 잭 랩. (~1920년)
- 1888년 - 오스트레일리아의 배우 이언 플레밍. (~1969년)
- 1905년 - 대한민국의 공산주의자, 독립운동가, 언론인 박상희. (~1946년)
- 1911년 - 프랑스의 배우 르네 시모노. (~2021년)
- 1920년 - 인도의 수학자, 통계학자 칼리암푸디 라다크리슈나 라오. (~2023년)
- 1923년 - 대한민국의 군인·정치인·기업가 이철희. (~2014년)
- 1926년 - 대한민국의 정치인 김택수. (~1983년)
- 1929년 - 미국의 골프 선수 아널드 파머. (~2016년)
- 1931년
  - 일본의 저널리스트 니시야마 다키치. (~2023년)
  - 미국의 영화배우 필립 베이커 홀. (~2022년)
- 1932년
  - 대한민국의 군인, 정치인 정호용.
  - 대한민국의 노동운동가, 정치인 권중동. (~2021년)
- 1935년 - 이탈리아의 축구 선수, 축구 감독 자코모 로시. (~2024년)
- 1936년 - 영국의 소설가 피터 러브시. (~2025년)
- 1937년 - 대한민국의 아동문학가 권정생. (~2007년)
- 1939년 - 존 레논의 첫 번째 부인 신시아 레논. (~2015년)
- 1940년
  - 대한민국의 기업인 유상열. (~2022년)
  - 대한민국의 금융인 서상록. (~2024년)
- 1941년
  - 대한민국의 정치인 유삼남.
  - 미국의 고생물학자 스티븐 제이 굴드. (~2002년)
- 1945년 - 푸에르토리코의 가수 겸 작곡가 호세 펠리시아노.
- 1946년 - 미국의 육상 선수 짐 하인스. (~2023년)
- 1949년 - 타이완의 가수 어우양페이페이.
- 1951년
  - 대한민국의 경제학자 이영훈.
  - 일본의 뉴에이지 피아노 연주자, 작곡가 구라모토 유키.
- 1955년 - 대한민국의 정치인 홍미영.
- 1956년
  - 대한민국의 정치인 조배숙.
  - 프랑스의 영화 감독 에릭 종카.
- 1957년
  - 미국의 배우 케이트 버턴.
  - 일본의 재즈 가수 아야도 치에.
  - 러시아의 정치인 무라트 쟈지코프.
- 1958년 - 미국의 영화감독, 각본가 크리스 콜럼버스.
- 1959년 - 대한민국의 전 아나운서, 방송인 김성수.
- 1960년
  - 대한민국의 배구인 장윤창. (~2025년)
  - 영국의 배우 콜린 퍼스.
- 1961년
  - 대한민국의 경찰 출신 정치인 윤재옥.
  - 스페인의 정치인 알베르토 누녜스 페이호.
- 1963년
  - 미국의 야구 선수 랜디 존슨.
  - 일본의 성우 우란 사키코.
- 1964년 - 중화인민공화국의 기업인 마윈.
- 1965년 - 대한민국의 정치인 김정섭.
- 1966년
  - 대한민국의 가수 양원식.
  - 대한민국의 전직 축구 선수 안성일.
  - 일본의 가수, 배우 사이토 유키.
- 1967년 - 대한민국의 정치인 김영진.
- 1968년
  - 영국의 영화 감독 가이 리치.
  - 미국의 래퍼 빅 대디 케인.
  - 오스트리아의 전 축구 선수, 축구 감독, 해설가 안드레아스 헤어초크.
- 1970년
  - 대한민국의 배우 이정헌.
  - 일본의 배우 이종호.
- 1971년
  - 대한민국의 축구 선수 최용수.
  - 일본의 성우, 가수 사쿠라이 토모. (~2025년)
- 1972년
  - 대한민국의 배우 이본.
  - 대한민국의 희극인 겸 배우 위양호.
- 1973년 - 대한민국의 당구 선수 이충복.
- 1974년
  - 대한민국의 배우 이병욱.
  - 크로아티아의 종합격투기 선수 미르코 필로포비치.
  - 미국의 배우 라이언 필리피.
- 1975년
  - 헝가리의 축구 심판 커셔이 빅토르.
  - 미국의 배우 카일 본하이머.
- 1976년
  - 브라질의 테니스 선수 구스타부 키르텡.
  - 미국의 프로레슬링 선수 맷 모건.
- 1977년 - 대한민국의 국악인 박애리.
- 1979년
  - 대한민국의 가수, 작사가 메이비.
  - 일본의 축구 선수 마쓰오 나오토.
- 1980년
  - 대한민국의 인터넷 작가 이동훈. (~2007년)
  - 대한민국의 전 농구 선수, 배우 박광재.
- 1982년
  - 미국의 성우, 일러스트레이터 브렛 이완.
  - 브라질의 전 축구 선수 나우두.
- 1983년
  - 대한민국의 래퍼 탁 (배치기).
  - 대한민국의 가수 차수경.
- 1984년 - 일본의 성우 신도 케이.
- 1985년
  - 일본의 배우 마츠다 쇼타.
  - 대한민국의 성우 김혜성.
  - 프랑스의 축구 선수 로랑 코시엘니.
  - 대한민국의 방송 기자 조용성.
  - 미국의 야구 선수 닐 워커.
  - 중국의 배우 리성.
- 1986년 - 일본의 가수, 배우 우치 히로키.
- 1987년 - 대한민국의 가수 효니 (HAM).
- 1988년
  - 대한민국의 모델 박충렬.
  - 스페인의 축구 선수 루카스 페레스.
- 1989년 - 대한민국의 베이시스트 김재인.
- 1990년 - 대한민국의 아나운서 이윤정.
- 1991년
  - 대한민국의 배우 문예원.
  - 이스라엘의 유도 선수 골란 폴라크.
- 1992년
  - 대한민국의 가수 은호 (유엔브이에스).
  - 보스니아 헤르체고비나의 축구 선수 무하메드 베시치.
  - 대한민국의 전직 크레이지레이싱 카트라이더 형독.
- 1993년
  - 오스트레일리아의 축구 선수 샘 커.
  - 대한민국의 축구 선수 박용우.
- 1994년 - 대한민국의 배우 윤홍빈.
- 1995년
  - 대한민국의 래퍼 디애나.
  - 대한민국의 탁구 선수 장우진.
- 1997년
  - 대한민국의 배우 류지현.
  - 중화인민공화국의 배우 임휘민.
- 1998년
  - 일본의 축구 선수 스가 다이키.
  - 대한민국의 골퍼 박민지.
- 1999년 - 대한민국의 래퍼 클라우디베이.
- 2000년 - 중화인민공화국의 태권도 선수 량위솨이.
- 2001년
  - 프랑스의 배우 에또르 쏭가르뜨.
  - 알바니아의 축구 선수 아르만도 브로야.
- 2002년
  - 대한민국의 래퍼 이영지.
  - 대한민국의 배우 조한결.
  - 대한민국의 야구 선수 조현진.
  - 일본의 성우 타카오 카논.
  - 카자흐스탄의 사격 선수 알렉산드라 사두아카소바.
- 2003년 - 대한민국의 야구 선수 최지민.
- 2008년 - 대한민국의 영화배우 이다은.
- 2010년 - 일본의 아이돌 시라토리 사리.

## 사망
- 1167년 - 잉글랜드 최초의 여성 통치자 마틸다. (1102년~)
- 1392년 - 고려 말의 시인, 대학자 이숭인. (1347년~)
- 1655년 - 조선 시대의 도공 이삼평. (?~)
- 1919년 - 일제강점기의 화가 안중식. (1861년~)
- 1948년 - 불가리아 왕국의 초대 국왕 페르디난트 1세. (1861년~)
- 1950년
  - 대한민국의 독립운동가 한훈. (1892년~)
  - 덴마크의 왕자 로젠보리 백작 에리크 왕자. (1890년~)
- 1975년 - 영국의 물리 학자 조지 패짓 톰슨. (1892년~)
- 1979년 - 앙골라의 초대 대통령 아고스티뉴 네투. (1922년~)
- 1996년 - 미국의 배우 조앤 드루. (1922년~)
- 2006년 - 통가의 제4대 국왕 타우파하우 투포우 4세. (1918년~)
- 2007년 - 미국의 배우 제인 와이먼. (1917년~)
- 2008년 - 대한민국의 정치인 오홍석. (1927년~)
- 2012년 - 대한민국의 가수 최헌. (1948년~)
- 2020년 - 잉글랜드의 영화배우 다이애나 리그. (1938년~)
- 2021년 - 포르투갈의 제18대 대통령 조르즈 삼파이우. (1939년~)
- 2023년
  - 영국의 과학자 이언 윌머트. (1944년~)
  - 대한민국의 바둑 기사 홍태선. (1954년~)
- 2024년
  - 미국의 발레단 미켈라 드프린스. (1995년~)
  - 미국의 정치인 짐 새서. (1936년~)

## 기념일
- 추석 - 2022년, 2041년, 2079년, 2098년
- 세계 자살 예방의 날

## 같이 보기
- 전날: 9월 9일 다음날: 9월 11일 - 전달: 8월 10일 다음달: 10월 10일
- 음력: 9월 10일
- 모두 보기